# Syngonanthus heteropeploides
Syngonanthus heteropeploides är en gräsväxtart som beskrevs av Theodor Carl Karl Julius Herzog. Syngonanthus heteropeploides ingår i släktet Syngonanthus och familjen Eriocaulaceae. Inga underarter finns listade i Catalogue of Life.